# Riofrío (Valle del Cauca)
Riofrío est une municipalité située dans le département de Valle del Cauca, en Colombie. La municipalité est située à 112,1 km au nord de Cali. Riofrío a été fondée en 1567 par Pedro María Marmolejo.

## Géographie
La plupart de Riofrío est montagneux et neuf rivières passent à travers la municipalité : El Cauca, Riofrío, Cuancua, Piedras, Volcanes, Tesorito, Limones, Río Lindo  et la rivière Culebras.